# Lidande
Lidande är ett tillstånd där någon är utsatt för fysisk eller psykisk smärta. Företeelsen är inte identisk med smärta men i regel kopplad till negativa upplevelser. Existensfrågorna om människors lidande intar en viktig plats i många religiösa och etiska läror.

## Definition
Lidande är inte lätt att definiera. Ofta anser man det vara motsatsen till njutning eller hälsa. Det är definitivt inte samma som smärta, eftersom smärta är ett rent fysiologiskt fenomen och i vissa fall (masochism) kan lindra lidande. 
Lidandet är att inte kunna acceptera verkligheten som den är och vilja ändra den. En person som lider känner (oönskad) smärta. Att lindra lidande och främja hälsa är motiven inom vårdvetenskapen och i omvårdnaden av patienten.

## Olika områden

### Inom religion
I religiösa sammanhang ses lidandets problem som ett tankemässigt problem. Det handlar om att identifiera, förstå och uthärda alternativt åtgärda lidandet. Sådana spörsmål är nära sammanlänkade med liknande svåra livsgåtor omkring ondska och fri vilja.
Buddhas undervisning är inriktad på att upphäva lidandet: allt är lidande, men detta kan upphävas enbart genom de fyra ädla sanningarna. 
Enligt kristendomen finns ett annat samband mellan lidande och räddning: Kristus har förlöst mänskligheten genom sitt lidande, och i gemenskapen med honom kan varje människa få ett nytt perspektiv på sitt eget lidande och vinna evigt liv.
Inom shiitisk islam tolkas ibland Husayn ibn Alis martyrdöd vid Kerbela som en form av ställföreträdande lidande.

### I juridisk mening
I Sverige är lidande en term med rättslig betydelse. Detta definieras då som att något som förorsakat lidande kan ge rätten till skadestånd. Ett lidande kan formuleras som en psykisk skada som vållas genom olika slags kränkningar, exempelvis i form av sexuella övergrepp, ett hotfullt uppträdande eller förtal. Däremot innefattar inte lidandet en personlig skada och dess följder (förorsakat exempelvis av en åtalbar misshandel).
Skadeståndet baserat på lidande utgår i samband med vissa brottsliga gärningar. Detta inkluderar brott mot den personliga friheten (exempel: våldtäkt), ärekränkning. Dessutom är häktade eller anhållna som blir frikända från brott berättigade till skadestånd för det lidande som frihetsberövandet av dem förorsakat.

## Etymologi
Substantivet lidande är baserat på verbet lida och finns i svensk skrift sedan 1500-talet. I fornsvenska hette substantivformen lidhan (som verb: lidha). Ordet har motsvarigheter i andra nordiska språk (danska lide, isländska líða) och är ett lån från medellågtyskans liden med betydelsen 'genomgå, uthärda, tåla [smärta e dyl]'.
Ursprungligen var alltså grundbetydelsen en att klara av negativ påverkan, medan den moderna betydelsen i svenskan syftar på den negativa effekten av denna påverkan. I danskan har ordet delvis förändrat betydelse i mer positiv riktning, och i dagens danska betyder sammansättningen kunne lide 'tycka om'.
Etymologiskt är lida identiskt med verbet lida i betydelsen 'röra sig framåt'. Denna betydelse finns i dagens svenska endast kvar i vissa fasta fraser som dagen lider mot sitt slut.